# Barguelonne-en-Quercy
Barguelonne-en-Quercy ist eine französische Gemeinde mit 706 Einwohnern (Stand 1. Januar 2022) im Département Lot in der Region Okzitanien. Die Gemeinde gehört zum Arrondissement Cahors und zum Kanton Luzech.
Sie entstand mit Wirkung vom 1. Januar 2019 als Commune nouvelle durch Zusammenlegung der bis dahin selbstständigen Gemeinden Saint-Daunès, Bagat-en-Quercy und Saint-Pantaléon, die fortan den Status von Communes déléguées besitzen. Der Verwaltungssitz befindet sich in Saint-Daunès.

## Gliederung
| Commune déléguée               | ehemaliger INSEE-Code | PLZ   | Fläche (km²) | Einwohnerzahl (2022) |
| ------------------------------ | --------------------- | ----- | ------------ | -------------------- |
| Saint-Daunès (Verwaltungssitz) | 46263                 | 46800 | 10,11        | 227                  |
| Bagat-en-Quercy                | 46014                 | 46800 | 16,63        | 194                  |
| Saint-Pantaléon                | 46285                 | 46800 | 19,37        | 285                  |

## Geographie
Barguelonne-en-Quercy liegt circa 20 km südwestlich von Cahors im Gebiet Quercy Blanc der historischen Provinz Quercy am südwestlichen Rand des Départements.
Umgeben wird Barguelonne-en-Quercy von den sieben Nachbargemeinden:
| Carnac-Rouffiac         | Sauzet                                      | Villesèque |
| Porte-du-Quercy         | Kompassrose, die auf Nachbargemeinden zeigt | Cézac      |
| Montcuq-en-Quercy-Blanc | Lendou-en-Quercy                            |            |

## Sehenswürdigkeiten
| Name                                 | Ort             | Bemerkungen                                                                                                  | Bild |
| ------------------------------------ | --------------- | --- | ---- |
| Pfarrkirche Saint-Denis              | Saint-Daunès    | 19. Jahrhundert, als Ersatz für die frühere Kirche aus dem Ende des 12. oder dem Beginn des 13. Jahrhunderts |      |
| Schloss Haumont                      | Saint-Daunès    | 17. Jahrhundert                                                                                              |      |
| Pfarrkirche Saint-Pierre             | Bagat-en-Quercy | Mittelalter                                                                                                  |      |
| Kirche Saint-Jacques in Lasbouygues  | Bagat-en-Quercy | Unbekanntes Entstehungsdatum                                                                                 |      |
| Kapelle Saint-Jacques in Lasbouygues | Bagat-en-Quercy | 17. Jahrhundert                                                                                              |      |
| Schloss Folmont                      | Bagat-en-Quercy | Zweite Hälfte des 15. Jahrhunderts                                                                           |      |
| Herrenhaus in Lasbouygues            | Bagat-en-Quercy | 13. Jahrhundert                                                                                              |      |
| Pfarrkirche Saint-Pantaléon          | Saint-Pantaléon | Ende des 12. oder Beginn des 13. Jahrhunderts, als Monument historique eingeschrieben                        |      |
| Pfarrkirche Saint-Martial            | Saint-Pantaléon | Ende des 12. oder Beginn des 13. Jahrhunderts, Neubau am Ende des 17. Jahrhunderts                           |      |

## Wirtschaft und Infrastruktur

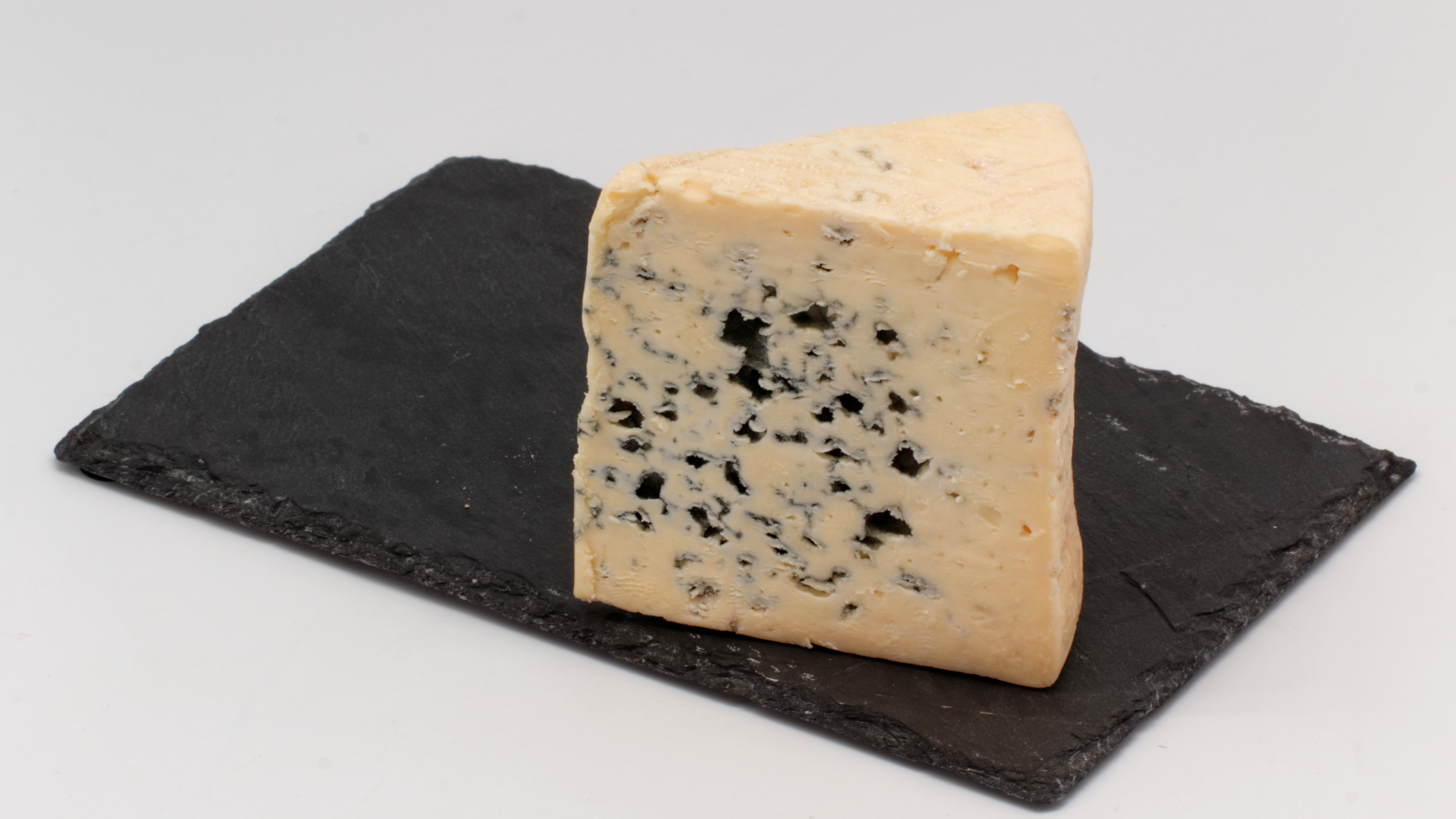
Blauschimmelkäse Bleu des Causses
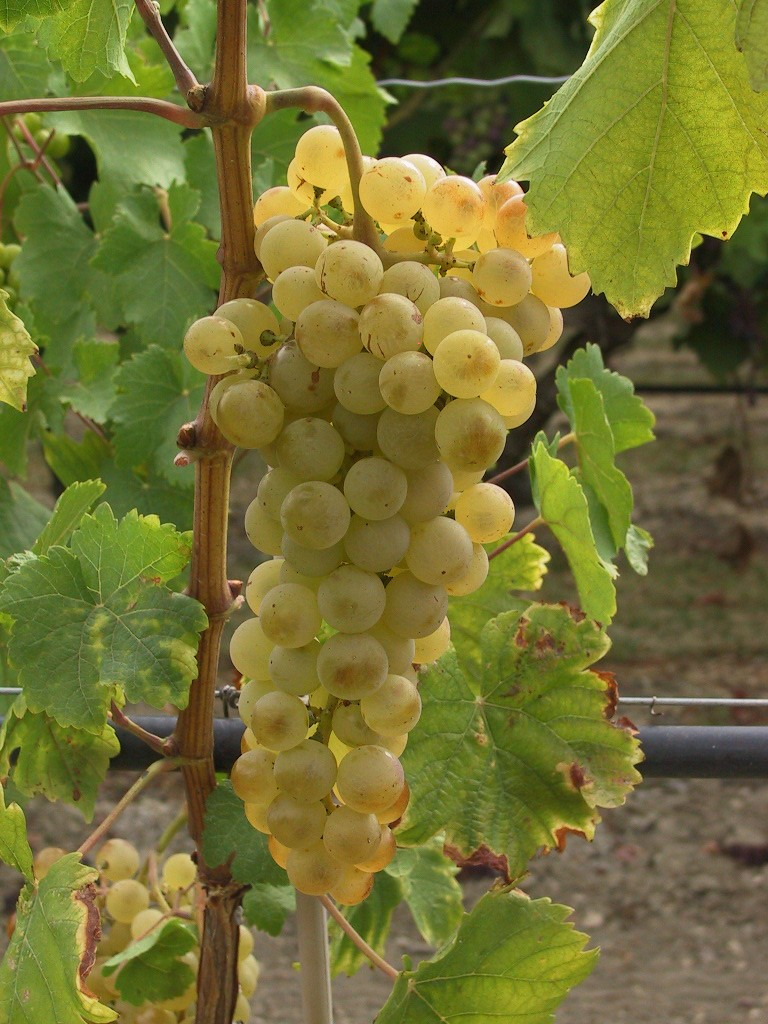
Tafeltraube Chasselas de Moissac
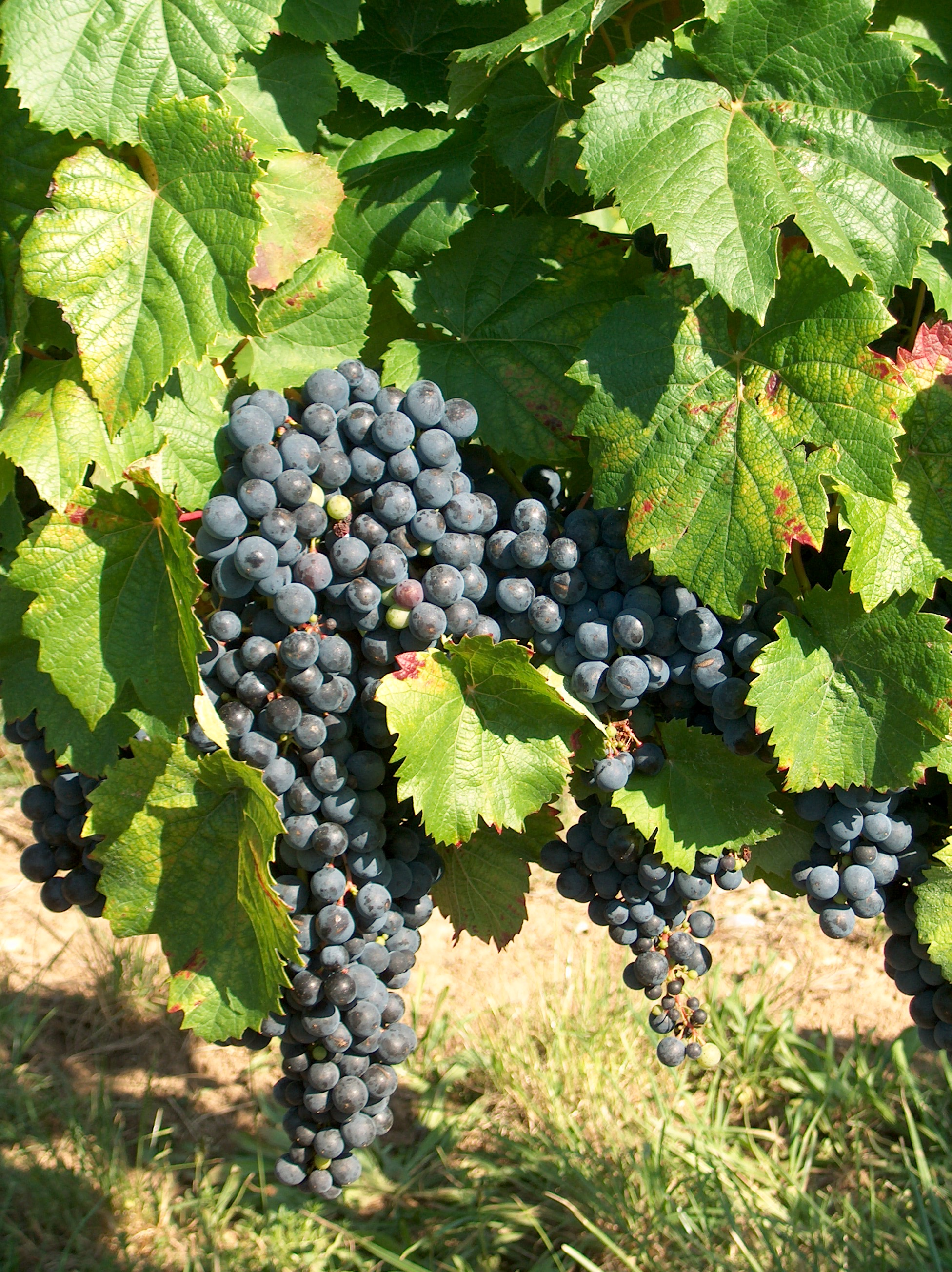
Weinrebe der AOC Cahors
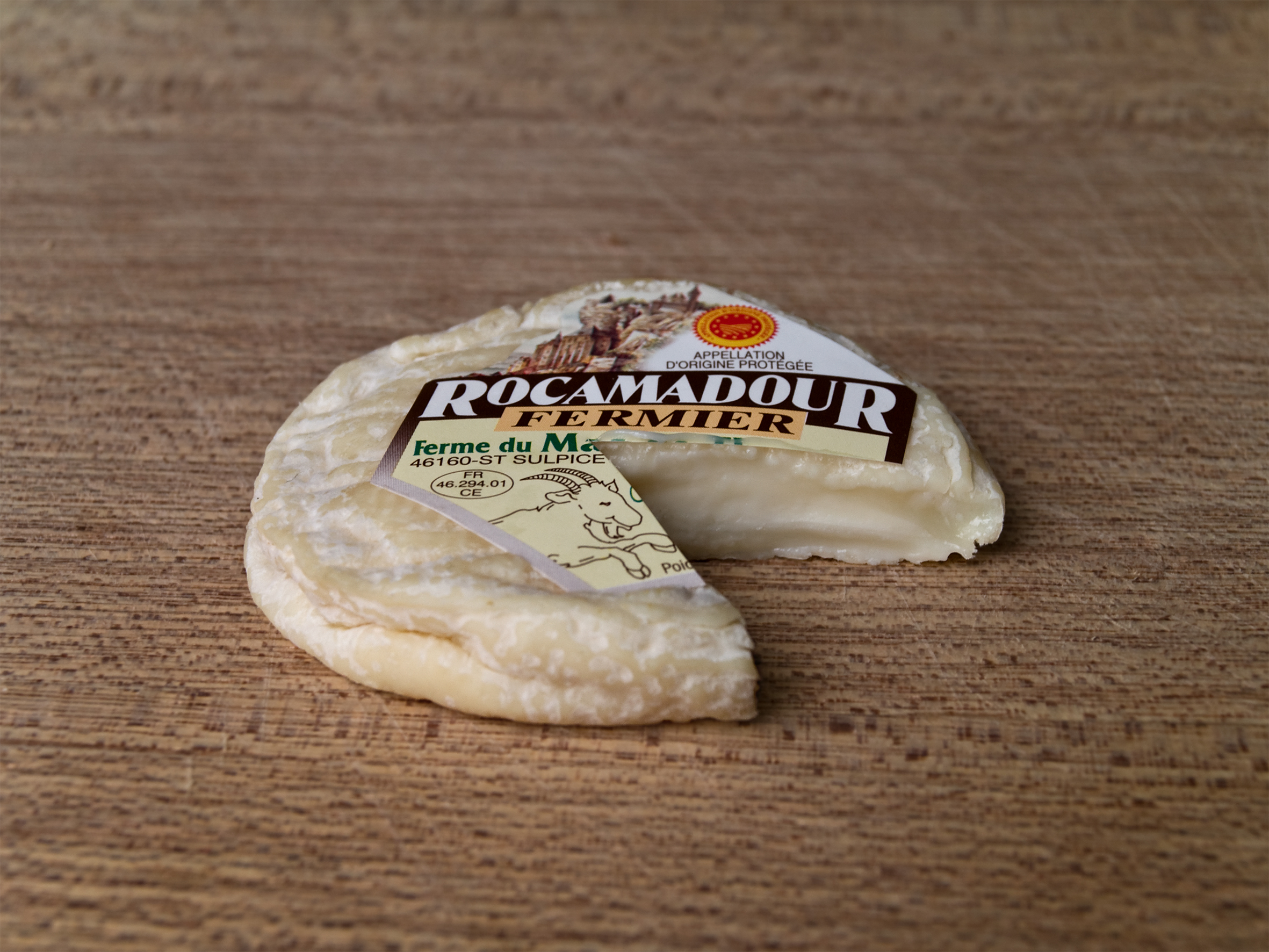
Rocamadour-Käse

Barguelonne-en-Quercy liegt in den Zonen AOC
- des Blauschimmelkäses Bleu des Causses,
- der Tafeltraube Chasselas de Moissac,
- der Weine (rosé, rouge) der Coteaux du Quercy,
- des Cahors-Weins und
- des Rocamadour, eines Käses aus Ziegenmilch.[2]

Seit 1967 produziert die Biscuiterie du Quercy Backwaren (Kekse, Baiser, Waffeln) nach traditionellen Rezepten in Saint-Daunès.

### Bildung
Die Gemeinde verfügt über die öffentliche Vor- und Grundschule Groupe scolaire de la Haute Barguelonne mit 64 Schülerinnen und Schülern im Schuljahr 2018/2019.

### Verkehr
Barguelonne-en-Quercy ist erreichbar über die Routes départementales 4, 37, 45 und 653, der ehemaligen Route nationale 653.